# 위상 공간 (수학)
일반위상수학에서 위상 공간(位相空間, 영어: topological space)은 어떤 점의 "근처"가 무엇인지에 대한 정보를 담고 있지만, 점 사이의 거리나 넓이·부피 따위의 정보를 포함하지 않는 공간이다. 이를 사용하여, 함수의 연속성이나 수열의 극한, 집합의 연결성 등을 정의할 수 있다.
위상 공간의 개념은 위상수학 및 이를 기초로 하는 기하학 · 해석학에서 핵심적으로 사용된다. 위상 공간의 일반적인 성질을 연구하는 분야를 일반위상수학이라고 한다.

## 정의
집합 {\displaystyle X} 위의 위상(位相, 영어: topology)은 다음과 같이 다양하게 정의할 수 있다.
- (열린집합을 사용한 정의) 다음 조건을 만족시키는 부분 집합들의 모임 {\displaystyle {\mathcal {T}}\subseteq {\mathcal {P}}(X)}. 이 경우, {\displaystyle {\mathcal {T}}}의 원소들을 열린집합이라고 한다.
  - {\displaystyle \varnothing ,X\in {\mathcal {T}}}
  - 만약 {\displaystyle {\mathcal {S}}\subseteq {\mathcal {T}}}라면, {\displaystyle \bigcup {\mathcal {S}}\in {\mathcal {T}}}
  - 만약 {\displaystyle U,V\in {\mathcal {T}}}라면, {\displaystyle U\cap V\in {\mathcal {T}}}
- (닫힌집합을 사용한 정의) 다음 조건을 만족시키는 부분 집합들의 모임 {\displaystyle {\mathcal {C}}\subseteq {\mathcal {P}}(X)}. 이 경우, {\displaystyle {\mathcal {C}}}의 원소들을 닫힌집합이라고 한다.
  - {\displaystyle \varnothing ,X\in {\mathcal {C}}}
  - 만약 {\displaystyle {\mathcal {S}}\subseteq {\mathcal {C}}}라면, {\displaystyle \bigcap {\mathcal {S}}\in {\mathcal {C}}}
  - 만약 {\displaystyle C,D\in {\mathcal {C}}}라면, {\displaystyle C\cup D\in {\mathcal {C}}}
- (근방을 사용한 정의) 다음 조건을 만족시키는 함수 {\displaystyle {\mathcal {N}}\colon X\to {\mathcal {P}}({\mathcal {P}}(X))}. 이 경우 {\displaystyle {\mathcal {N}}\colon x\mapsto {\mathcal {N}}_{x}}로 쓰고, {\displaystyle {\mathcal {N}}_{x}}의 원소를 {\displaystyle x}의 근방이라고 한다.
  - 모든 {\displaystyle x\in X}에 대하여, {\displaystyle X\in {\mathcal {N}}_{x}}
  - 모든 {\displaystyle x\in X}에 대하여, 만약 {\displaystyle N\in {\mathcal {N}}_{x}}라면 {\displaystyle x\in N}
  - 만약 {\displaystyle N\in {\mathcal {N}}_{x}}이며 {\displaystyle N\subseteq S\subseteq X}라면, {\displaystyle S\in {\mathcal {N}}_{x}}
  - 만약 {\displaystyle M,N\in {\mathcal {N}}_{x}}라면 {\displaystyle M\cap N\in {\mathcal {N}}_{x}}
  - 만약 {\displaystyle N\in {\mathcal {N}}_{x}}라면, {\displaystyle N\in {\mathcal {N}}_{y}\qquad \forall y\in M}인 {\displaystyle M\in {\mathcal {N}}_{x}}가 존재한다.
- (폐포를 사용한 정의) 다음 조건을 만족시키는 함수 {\displaystyle \operatorname {cl} \colon {\mathcal {P}}(X)\to {\mathcal {P}}(X)}. 이 경우, {\displaystyle \operatorname {cl} S}를 {\displaystyle S}의 폐포라고 한다.
  - {\displaystyle \operatorname {cl} \varnothing =\varnothing }
  - 모든 {\displaystyle A\subseteq X}에 대하여, {\displaystyle A\subseteq \operatorname {cl} A}
  - 모든 {\displaystyle A,B\subseteq X}에 대하여, {\displaystyle \operatorname {cl} (A\cup B)=\operatorname {cl} (A)\cup \operatorname {cl} (B)}
  - 모든 {\displaystyle A\subseteq X}에 대하여, {\displaystyle \operatorname {cl} (\operatorname {cl} A)=\operatorname {cl} A}
- (내부를 사용한 정의) 다음 조건을 만족시키는 함수 {\displaystyle \operatorname {int} \colon {\mathcal {P}}(X)\to {\mathcal {P}}(X)}. 이 경우, {\displaystyle \operatorname {int} S}를 {\displaystyle S}의 내부라고 한다.
  - {\displaystyle \operatorname {int} X=X}
  - 모든 {\displaystyle A\subseteq X}에 대하여, {\displaystyle A\supseteq \operatorname {int} A}
  - 모든 {\displaystyle A,B\subseteq X}에 대하여, {\displaystyle \operatorname {int} (A\cap B)=\operatorname {int} (A)\cap \operatorname {int} (B)}
  - 모든 {\displaystyle A\subseteq X}에 대하여, {\displaystyle \operatorname {int} (\operatorname {int} A)=\operatorname {int} A}

이 정의들은 서로 동치이다.
- 열린집합을 사용한 정의에서,
  - 닫힌집합은 열린집합의 여집합이다.
  - {\displaystyle x}의 근방의 모임은 {\displaystyle {\mathcal {N}}_{x}=\{S\subset X\colon \exists U\in {\mathcal {T}}\colon x\in U\subseteq S\}}이다.
  - 집합 {\displaystyle S}의 폐포는 {\displaystyle \operatorname {cl} S=\bigcap \{X\setminus U\colon U\in {\mathcal {T}},\;U\cap S=\varnothing \}}이다.
  - 집합 {\displaystyle S}의 내부는 {\displaystyle \operatorname {int} S=\bigcup \{U\in {\mathcal {T}}\colon U\subseteq S\}}이다.
- 닫힌집합을 사용한 정의에서, 열린집합은 닫힌집합의 여집합이다.
- 근방을 사용한 정의에서, 열린집합은 {\displaystyle \forall x\in U\colon U\in {\mathcal {N}}_{x}} 인 집합 {\displaystyle U}이다.
- 폐포를 사용한 정의에서, 열린집합은 {\displaystyle \operatorname {cl} (X\setminus U)=X\setminus U}인 집합 {\displaystyle U}이다.
- 내부를 사용한 정의에서, 열린집합은 {\displaystyle \operatorname {int} (U)=U}인 집합 {\displaystyle U}이다.

즉, 근방 · 열린집합 · 닫힌집합 · 폐포 · 내부 가운데 하나를 기본 무정의 개념으로 삼고, 이로부터 나머지 개념들을 정의할 수 있다.
위상 공간 {\displaystyle (X,{\mathcal {T}})}은 위상을 갖춘 집합이다.

### 위상의 비교
같은 집합 {\displaystyle X} 위의 두 위상 {\displaystyle {\mathcal {T}}_{1}}, {\displaystyle {\mathcal {T}}_{2}}에 대하여, 다음 세 조건이 서로 동치이며, 만약 이 조건이 성립한다면 {\displaystyle {\mathcal {T}}_{1}}이 {\displaystyle {\mathcal {T}}_{2}}보다 더 섬세하다(-纖細-, 영어: finer)고 하며, 반대로 {\displaystyle {\mathcal {T}}_{2}}가 {\displaystyle {\mathcal {T}}_{1}}보다 더 거칠다(영어: coarser)고 한다.
- {\displaystyle {\mathcal {T}}_{2}\subseteq {\mathcal {T}}_{1}}. 즉, 모든 {\displaystyle {\mathcal {T}}_{2}}-열린 집합은 {\displaystyle {\mathcal {T}}_{1}}-열린 집합이다.
- 모든 {\displaystyle {\mathcal {T}}_{2}}-닫힌집합은 {\displaystyle {\mathcal {T}}_{1}}-닫힌집합이다.
- {\displaystyle {\mathcal {T}}_{1}}의 기저 {\displaystyle {\mathcal {B}}_{1}} 및 {\displaystyle {\mathcal {T}}_{2}}의 기저 {\displaystyle {\mathcal {B}}_{2}}가 주어졌을 때, 모든 {\displaystyle x\in X} 및 {\displaystyle x\in B_{2}\in {\mathcal {B}}_{2}}에 대하여, {\displaystyle x\in B_{1}\subseteq B_{2}}인 {\displaystyle B_{1}\in {\mathcal {B}}_{1}}이 존재한다.

## 성질

### 격자론적 성질
주어진 위상 공간 {\displaystyle (X,{\mathcal {T}})}의 열린집합들은 완비 헤이팅 대수를 이룬다. 즉, 위상 공간은 직관 논리의 모형으로 여길 수 있다. 또한, 위상 공간은 양상 논리 S4의 모형으로 여길 수 있다. 이 경우 양상 기호 {\displaystyle \Box }(필연 기호)는 집합의 내부에, 양상 기호 {\displaystyle \Diamond }(개연 기호)는 집합의 폐포에 대응한다.
주어진 집합 {\displaystyle X} 위의 위상들은 섬세성 관계에 따라서 완비 유계 격자를 이룬다. 이 격자의 최대 원소(즉, 가장 섬세한 위상)는 이산 위상이며, 최소 원소(즉, 가장 거친 위상)는 비이산 위상이다.
주어진 집합 {\displaystyle X} 위의 위상들의 족 {\displaystyle \{{\mathcal {T}}_{i}\}_{i\in I}}의 하한(만남)은
{\displaystyle \bigwedge _{i}{\mathcal {T}}_{i}=\bigcap _{i}{\mathcal {T}}_{i}}
이다. 주어진 집합 {\displaystyle X} 위의 위상들의 족 {\displaystyle \{{\mathcal {T}}_{i}\}_{i\in I}}의 상한(이음)은 {\displaystyle \bigcup _{i\in I}{\mathcal {T}}_{i}}를 기저로 하는 위상이다.

### 범주론적 성질
위상 공간과 연속 함수들은 범주를 이루며, 이 범주를 {\displaystyle \operatorname {Top} }이라고 한다. 이 경우, 망각 함자
{\displaystyle F\colon \operatorname {Top} \to \operatorname {Set} }
{\displaystyle F\colon (X,{\mathcal {T}})\mapsto X}
를 통해, {\displaystyle \operatorname {Top} }은 구체적 범주를 이룬다. 이 망각 함자는 좌 · 우 수반 함자를 갖는다.
{\displaystyle D\dashv F\dashv I}
여기서
{\displaystyle D\colon \operatorname {Set} \to \operatorname {Top} }
{\displaystyle D\colon X\mapsto (X,{\mathcal {P}}(X))}
은 집합을 이산 공간으로 대응시키고,
{\displaystyle I\colon \operatorname {Set} \to \operatorname {Top} }
{\displaystyle I\colon X\mapsto (X,\{\varnothing ,X\})}
는 집합을 비이산 공간으로 대응시킨다.
{\displaystyle \operatorname {Top} }은 완비 범주이며 쌍대 완비 범주이다. 즉, 모든 작은 (= 고유 모임 크기가 아닌) 극한과 쌍대극한이 존재한다. 특별한 극한 및 쌍대극한은 다음과 같다.
| 범주론의 개념  | 위상수학의 개념 |
| -------------- | --- |
| 시작 대상      | (유일한 위상을 갖춘) 공집합 {\displaystyle (\varnothing ,\{\varnothing \})}                                                                            |
| 끝 대상        | 한원소 공간 {\displaystyle (\{\bullet \},\{\varnothing ,\{\bullet \}\})}                                                                               |
| 곱             | 곱공간 {\displaystyle \prod _{i\in I}X_{i}} |
| 쌍대곱         | 분리 합공간 {\displaystyle \bigsqcup _{i\in I}X_{i}}                                                                                                   |
| 동등자         | {\displaystyle f,g\colon X\to Y}의 동등자는 부분 공간 {\displaystyle \{x\in X\colon f(x)=g(x)\}}                                                       |
| 쌍대동등자     | {\displaystyle f,g\colon X\to Y}의 쌍대동등자는 몫공간 {\displaystyle Y/(f(x)\sim g(x)\qquad \forall x\in X)}                                          |
| 밂             | {\displaystyle X{\xleftarrow {f}}Z{\xrightarrow {g}}Y}의 밂은 붙임 공간 {\displaystyle X\cup _{f,g}Y=(X\sqcup Y)/(f(z)\sim g(z)\qquad \forall z\in Z)} |
| 당김           | {\displaystyle X{\xrightarrow {f}}Z{\xleftarrow {g}}Y}의 당김은 당김 공간 {\displaystyle X\times _{f,g}Y=\{(x,y)\in X\times Y\colon f(x)=g(y)\}}       |
| 단사 사상      | 연속 단사 함수 |
| 정칙 단사 사상 | 위상 공간의 매장 |
| 유효 전사 사상 | 위상 공간의 매장 |
| 전사 사상      | 연속 전사 함수 |
| 정칙 전사 사상 | 몫사상 |
| 유효 전사 사상 | 몫사상 |

{\displaystyle \operatorname {Top} }은 데카르트 닫힌 범주가 아니다. 구체적으로, 함자 {\displaystyle -\times Y\colon \operatorname {Top} \to \operatorname {Top} }는 정칙 전사 사상을 보존하지 않으므로, 왼쪽 수반 함자를 가질 수 없다.:15

## 예

집합 {1,2,3} 위의 집합족들 가운데, 처음 네 개는 위상이지만, 붉은색 가위표가 그려진 마지막 두 개는 위상이 아니다.

유한 집합 위의 위상의 경우, 열린집합들을 그대로 나열할 수 있다. 예들 들어, 집합 X = {1,2,3} 위에서, 다음은 위상을 이룬다.
- {\displaystyle \{\varnothing ,\{1,2,3\}\}} (비이산 위상)
- {\displaystyle \{\varnothing ,\{1,2,3\},\{1\}\}}
- {\displaystyle \{\varnothing ,\{1,2,3\},\{1,2\},\{1\},\{2\}\}}
- {\displaystyle \{\varnothing ,\{1,2,3\},\{1,2\},\{2,3\},\{2\}\}}

그러나 다음은 위상을 이루지 않는다.
- {\displaystyle \{\varnothing ,\{1,2,3\},\{2\},\{3\}\}}은 {2}와 {3}의 합집합인 {2,3}이 없으므로 위상이 아니다.
- {\displaystyle \{\varnothing ,\{1,2,3\},\{1,2\},\{2,3\}\}}은 {1, 2}와 {2, 3}의 교집합인 {2}가 없으므로 위상이 아니다.

좀 더 복잡한 위상 공간의 경우, 다양한 구조로서 위상들을 정의할 수 있다.
- 전순서가 주어졌을 때, 이를 사용하여 순서 위상을 정의할 수 있다. 실수의 집합의 표준적인 위상은 그 표준적 전순서에 대한 순서 위상이다.
- 거리 함수가 주어졌을 때, 이를 사용하여 거리 위상을 정의할 수 있다. 실수의 집합이나 복소수의 집합 위에, 두 수의 차의 절댓값은 거리 함수이며, 이에 대한 거리 위상은 실수 · 복소수 집합의 표준 위상이다.
- 어떤 집합을 곱집합 {\displaystyle \textstyle \prod _{i}S_{i}}로 나타내었을 때, 각 {\displaystyle S_{i}}에 위상을 정의하면 곱집합 전체에 곱위상이라는 위상을 줄 수 있다.
- 동치관계가 주어져있을 때, 이에 대한 몫집합에 몫위상을 정의할 수 있다. 이는 기하적으로 서로 다른 점을 같게하여 붙인다라는 개념을 줄 수 있다.
- 어떤 집합 위에, 열린집합으로 삼고 싶은 집합족 {\displaystyle {\mathcal {S}}}가 존재한다면, 이들을 포함하는 가장 거친 위상을 줄 수 있다. 이러한 집합족을 부분 기저라고 한다.
- 어떤 집합 {\displaystyle S}를 다른 집합의 부분 집합 {\displaystyle \iota \colon S\hookrightarrow T}으로 나타내었을 때, {\displaystyle T}에 위상이 존재한다면 이로부터 {\displaystyle S} 위에 부분공간 위상을 정의할 수 있다.
- 아무런 구조 없는 집합 {\displaystyle S} 위에도 여러 위상을 줄 수 있다.
  - 모든 집합을 열린집합으로 하는 이산 위상
  - 공집합과 집합 전체 밖에 열린집합이 없는 비이산 위상
  - 쌍대 유한 집합 및 공집합이 열린집합인 쌍대 유한 위상(영어: cofinite topology)
  - 보다 일반적으로, 임의의 무한 기수 {\displaystyle \kappa }에 대하여, {\displaystyle |S\setminus U|<\kappa }인 집합 {\displaystyle U} 및 공집합이 열린집합인 위상

## 관련 개념

### 특별한 위상 공간
위상 공간의 개념은 매우 일반적이며, 대부분의 경우 특정한 성질을 만족시키는 위상 공간들을 고려한다. 대표적인 것들은 다음과 같다.
| 분리성                                                                                  | 가산성                                           | 연결성                                                         | 콤팩트성 | 기타 성질                                             |
| --------------------------------------------------------------------------------------- | ------------------------------------------------ | -------------------------------------------------------------- | --- | ----------------------------------------------------- |
| - 콜모고로프 공간 - T1 공간 - 하우스도르프 공간 - 정칙 공간 - 티호노프 공간 - 정규 공간 | - 제1 가산 공간 - 제2 가산 공간 - 분해 가능 공간 | - 연결 공간 - 국소 연결 공간 - 단일 연결 공간 - 축약 가능 공간 | - 콤팩트 공간 - 국소 콤팩트 공간 - 파라콤팩트 공간 - 점렬 콤팩트 공간 - 메조콤팩트 공간 - 메타콤팩트 공간 - 린델뢰프 공간 | - 거리화 가능 공간 - 다양체 - 폴란드 공간 - CW 복합체 |

### 추가 구조
위상 공간은 근방의 개념 밖에는 다른 정보를 추가적으로 담고 있지 않다. 이에 대하여 여러 다른 정보를 추가하여, 다음과 같은 구조들을 정의할 수 있다.
- 두 점 사이의 거리의 개념을 추가하면, 거리 공간을 얻는다.
- 집합의 넓이 · 부피의 개념을 추가하면, 보렐 측도 공간 또는 라돈 측도 공간을 얻는다.
- 매끄러운 함수의 개념을 추가하면, 매끄러운 다양체를 얻는다.
- 군의 구조를 추가하면, 위상군을 얻는다. 더하여서 매끄러움 구조를 추가하면 리 군이 된다.
- 환의 구조를 추가하면, 위상환을 얻는다.
- 벡터 공간의 구조를 추가하면, 위상 벡터 공간을 얻는다.

### 일반화
위상 공간의 개념은 매우 일반적인 개념이지만, 대수기하학에서는 이보다 더 일반적인 개념을 필요로 할 때가 있다. 이 경우, 열린집합들의 포함 관계에 대한 부분 순서 집합을 범주로 추상화하여, 덮개의 개념을 공리화할 수 있는데, 이렇게 하면 범주 위의 그로텐디크 위상의 개념을 얻는다. 또한, 이를 한 단계 더 추상화하여, 공간의 열린집합들 대신 공간 위의 모든 층들의 범주의 성질을 공리화하면 토포스의 개념을 얻는다.
범주론 대신, 위상 공간의 열린집합들의 격자론적 성질(완비 헤이팅 대수)을 공리화하면 장소(영어: locale)라는 개념을 얻는다.

## 역사
1910년대 이전까지는 위상 공간의 개념이 따로 존재하지 않았고, 열린집합은 거리 공간에 대해서만 정의되었다. 1908년에 리스 프리제시는 거리 함수를 사용하지 않고, 수열의 극한을 사용하여 위상 공간의 개념을 공리화하였고, 1914년에 펠릭스 하우스도르프는 근방의 개념을 사용하여 이를 재정의하였다. 하우스도르프의 정의에는 오늘날 하우스도르프 공간의 정의에 들어가는 조건이 추가되었는데, 이는 이후 정의에서 제거되었다.

## 참고 문헌
1. ↑  Kelly, Gregory Maxwell (2005). “Basic concepts of enriched category theory”. 《Reprints in Theory and Applications of Categories》 (영어) 1982년판 재판 (No. 10 (2005)): 1~136. MR 2177301. Zbl 1086.18001.
2. ↑  Riesz, F. (1909). 〈Stetigkeitsbegriff und abstrakt Mengenlehre〉. 《Atti del IV Congresso Internazionale dei Matematici (Roma, 6–11 Aprile 1908)》 (독일어). Accademia Nazionale dei Lincei.
3. ↑  Hausdorff, F. (1914). 《Grundzüge der Mengenlehre》 (독일어). 라이프치히: von Veit. JFM 45.0123.01. Zbl 1175.01034.

- 박대희; 안승호 (2013). 《위상수학》 3판. 경문사. ISBN 978-89-6105-668-7. 2014년 11월 29일에 원본 문서에서 보존된 문서. 2015년 1월 25일에 확인함.
- Munkres, James R. (2000). 《Topology》 (영어) 2판. Prentice Hall. ISBN 978-0-13-181629-9. MR 0464128. Zbl 0951.54001.
- Steen, Lynn Arthur; J. Arthur Seebach, Jr. (1978). 《Counterexamples in topology》 (영어) 2판. Springer. doi:10.1007/978-1-4612-6290-9. ISBN 978-0-387-90312-5. MR 507446. Zbl 0386.54001.

## 같이 보기
- 열린집합
- 닫힌집합
- 내부 (위상수학)
- 폐포 (위상수학)
- 기저 (위상수학)
- 근방